# Luca Rambaldi
Luca Rambaldi (Ferrara, 9 de diciembre de 1994) es un deportista italiano que compite en remo.
Participó en dos Juegos Olímpicos de Verano, obteniendo una medalla de plata en París 2024, en la prueba de cuatro scull, y el quinto lugar en Tokio 2020, en la misma prueba.
Ganó tres medallas en el Campeonato Mundial de Remo entre los años 2017 y 2019, y siete medallas en el Campeonato Europeo de Remo entre los años 2013 y 2023.

## Palmarés internacional
| Juegos Olímpicos   | Juegos Olímpicos          | Juegos Olímpicos  | Juegos Olímpicos |
| Año                | Lugar                     | Medalla           | Prueba           |
| ------------------ | ------------------------- | ----------------- | ---------------- |
| 2024               | París (Francia)           | Medalla de plata  | Cuatro scull     |
| Campeonato Mundial |                           |                   |                  |
| Año                | Lugar                     | Medalla           | Prueba           |
| 2017               | Sarasota (Estados Unidos) | Medalla de bronce | Doble scull      |
| 2018               | Plovdiv (Bulgaria)        | Medalla de oro    | Cuatro scull     |
| 2019               | Ottensheim (Austria)      | Medalla de bronce | Cuatro scull     |
| Campeonato Europeo |                           |                   |                  |
| Año                | Lugar                     | Medalla           | Prueba           |
| 2013               | Sevilla (España)          | Medalla de bronce | Cuatro scull     |
| 2017               | Račice (República Checa)  | Medalla de oro    | Doble scull      |
| 2018               | Glasgow (Reino Unido)     | Medalla de oro    | Cuatro scull     |
| 2019               | Lucerna (Suiza)           | Medalla de plata  | Cuatro scull     |
| 2020               | Poznań (Polonia)          | Medalla de plata  | Cuatro scull     |
| 2021               | Varese (Italia)           | Medalla de oro    | Cuatro scull     |
| 2023               | Bled (Eslovenia)          | Medalla de plata  | Doble scull      |